# Jaera syei
Jaera syei är en kräftdjursart som beskrevs av Bocquet 1950. Jaera syei ingår i släktet Jaera och familjen Janiridae. Inga underarter finns listade i Catalogue of Life.